# Anne Dellart
Anne Dellart, pseudoniem van Magda Maria Theresia Suy (Melsele, 2 januari 1936) is een Belgische, Vlaamse en Wase schrijfster van gedichten en van romans.

## Biografie
Suy studeerde aan de Bisschoppelijke Normaalschool O.-L.-Vrouw Presentatie te Sint-Niklaas voor regentes. Ze gaf les in het Waasland in de jaren 1960.
Tijdens deze jaren leidde ze ook poëzievoorstellingen in. Zo zal ze op 10 december 1967 de dichtbundel ‘Er bloeien zoveel rozen’ van Anton Vlaskop voorstellen tijdens ‘Het 5e middaguurtje van de poëzie’ georganiseerd door het Erasmusgenootschap, afdeling A.N.V. voor het Land Van Waas en Oost-Zeeuwsch-Vlaanderen.
In 1967 nam ze ook deel aan het driekoningenkunstweekends te Beernem,West-Vlaanderen.
In de jaren 1970 verhuisde ze naar Hoogstraten. Daar gaf ze les in het Instituut Spijker. Ze gaf er o.a. esthetica wat nauw aansloot bij haar dichterlijke en literaire werk.